# Manuel Corona
Manuel Gerardo Corona Venegas (* 7. Januar 1983 in Konstanz, Baden-Württemberg) ist ein ehemaliger deutsch-mexikanischer Fußballspieler. Er spielte während seiner aktiven Zeit auf der Position des Torwarts.

## Vereinskarriere
Manuel Corona begann seine Karriere im Seniorenbereich beim mexikanischen Verein Altamira FC in der Primera División 'A', wo er jedoch nicht zum Einsatz kam. Er verließ den Verein im Sommer 2005 und wechselte zum Ligakonkurrenten Petroleros de Salamanca. Nach zwei Jahren wechselte er zur zweiten Mannschaft vom Erstligisten Santos Laguna, die ebenfalls in der zweiten Liga spielte. Wiederum zwei Jahre später wechselte Corona zum Ligakonkurrenten CD Irapuato. Seinen ersten Einsatz für CD Irapuato in der Liga de Ascenso bestritt Corona beim 2:1-Heimspielsieg am 1. März 2009 gegen Socio Águila. Bei CD Irapuato lief Corona mit der Trikotnummer 14 auf und war in den letzten zwei Spielzeiten Ersatztorhüter von Adrián Martínez.